# Pseudochthonius strinatii
Espèce
Pseudochthonius strinatii est une espèce de pseudoscorpions de la famille des Chthoniidae.

## Distribution
Cette espèce est endémique de l'État de São Paulo au Brésil. Elle se rencontre dans la grotte Gruta das Areias à Iporanga.

## Description
La femelle holotype mesure 1,4 mm.

## Étymologie
Cette espèce est nommée en l'honneur de Pierre Strinati.

## Publication originale
- Beier, 1969 : Ein wahrscheinlich troglobionter Pseudochthonius (Pseudoscorp.) aus Brasilien. Revue Suisse de Zoologie, vol. 76, no 2, p. 1-2 (texte intégral).